# Petrovice (Blanskói járás)
Petrovice település Csehországban, a Blanskói járásban. Petrovice Rájec-Jestřebí, Žďár, Vavřinec és Ráječko településekkel határos. Lakosainak száma 648 fő (2024. január 1.).

## Népesség
A település lakosságának változását az alábbi diagram mutatja:
| Lakosok száma | 514  | 537  | 615  | 577  | 445  | 419  | 635  | 644  | 644  | 648  |
|               | 1869 | 1890 | 1921 | 1950 | 1980 | 2001 | 2017 | 2019 | 2022 | 2024 |